# Utimmira
Utimmira (łac. Diocesis Utimmirensis) – stolica historycznej diecezji w Cesarstwie rzymskim w prowincji Afryka Prokonsularna, sufragania metropolii Kartagina. Współcześnie w Tunezji. Obecnie katolickie biskupstwo tytularne.

## Biskupi tytularni
| Lp. | Biskup                             | Funkcja                                                     | Od                   | Do                   |
| --- | ---------------------------------- | ----------------------------------------------------------- | -------------------- | -------------------- |
| 1   | Adolf Kindermann                   | biskup pomocniczy Hildesheim (Niemcy)                       | 11 lipca 1966        | 23 października 1974 |
| 2   | Jorge Adolfo Carlos Livieres Banks | biskup pomocniczy Asunción (Paragwaj)                       | 12 października 1976 | 24 lipca 1987        |
| 3   | Ignacio Velasco                    | wikariusz apostolski Puerto Ayacucho (Wenezuela)            | 23 października 1989 | 27 maja 1995         |
| 4   | Bernard Kasanda                    | biskup pomocniczy Mbujimayi (Demokratyczna Republika Konga) | 14 lutego 1998       | 1 sierpnia 2009      |
| 5   | Andrés Vargas Peña                 | biskup pomocniczy Miasta Meksyk (Meksyk)                    | 22 czerwca 2010      | 28 września 2019     |
| 6   | Edouard Isango Nkoyo               | biskup pomocniczy kinszaski (Demokratyczna Republika Konga) | 15 lipca 2023        |                      |